# ランス・ストロール
ランス・ストロール（Lance Stroll）ことランス・ストルロヴィチ（Lance Strulovitch, 1998年10月29日 - ）は、カナダ・ケベック州モントリオール出身のユダヤ系カナダ人のレーシングドライバー。
父は実業家で資産家のローレンス・ストロール。

## 経歴

### 初期の経歴 （2008年-2014年）
ストロールは地元のケベック州や、カナダ国内のカート選手権を転戦しながらキャリアを重ねていった。2010年には、「カナディアン・ナショナル・カーティング・チャンピオンシップ - ロータックス・ジュニアクラス」やアメリカで開催されている「フロリダ・ウィンター・ツアー - ロータックス・ミニ・マックスクラス」などでシリーズタイトルを獲得。11歳ながらスクーデリア・フェラーリのドライバー育成プログラム「フェラーリ・ドライバー・アカデミー (FDA)」のメンバーに選ばれた。
2011年からはヨーロッパへ渡り、「イタリアン・チャンピオンシップ - KF3クラス」や「WSK ファイナル・カップ - KF3クラス」へ参戦した。
2012年・2013年とそれぞれ上位で終えたカートレースとしては、「MGタイヤ SKUSA・スーパーナショナルズXVI」で総合優勝、「WSK マスター・シリーズ - KF3クラス」で総合4位、「23° トロフェオ・アンドレア・マルグッティ - KF3クラス」で総合2位、「WSK スーパー・マスター・シリーズ - KF3クラス」で総合5位、「CIK-FIA ワールド・チャンピオンシップ - KFクラス」で総合6位などがある。
翌年は、カートからシングルシーターへステップアップする。プレマ・パワーチームから「イタリア・F4選手権」へ参戦。ルーキーイヤーながらも優勝7回を含む331ポイントの大量点を獲得し、2位と94ポイントの大差を付け選手権初出場・初タイトルを達成した。

### 2015年

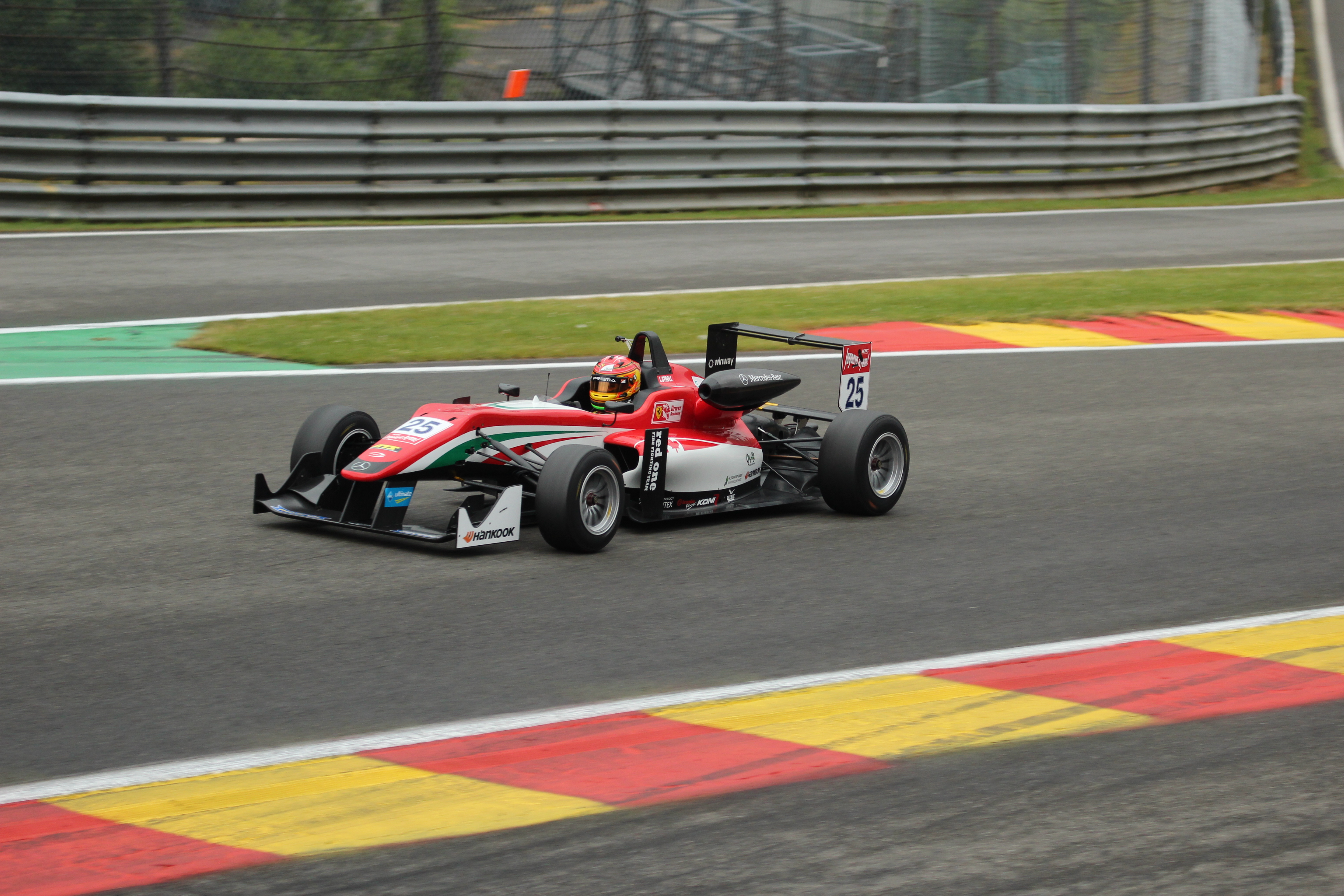
フォーミュラ3へ参戦するストロール（2015年）

年の初めにニュージーランドで開催されている「トヨタ・レーシング・シリーズ」への参戦が決まり、M2 コンペティション（M2 Competitions）から出走した。16レースの内4回の優勝・表彰台圏内10回を記録し、初出場でシリーズタイトルを獲得した。その後は、プレマ・パワーチームから「ヨーロッパ・F3選手権」へ出場する。最終戦ホッケンハイムリンク・レース1で初優勝を決めシーズンを通じ231ポイントを獲得、総合6位となった。11月には、同チームから「マカオグランプリ」へ出場。予選レースでは13位、決勝レースでは順位を上げ8位でチェッカーを受けた。
ストロールは11月11日、F1に参戦しているウィリアムズF1チームとテストドライバーとして新たに契約した。そのため2010年から6年間在籍したフェラーリ・ドライバー・アカデミーを離れることとなった。

### 2016年
プレマ・パワーチームへ残留し、2年目のヨーロッパF3選手権へ挑むことが決まる。新たに「ウェザーテック・スポーツカー選手権」へ参戦し、フォード・チップ・ガナッシ・レーシングから出走した。開幕戦のデイトナ24時間で5位入賞を果たした。またヨーロッパF3でもシリーズチャンピオンを獲得した。

## F1での経歴

### 2017年

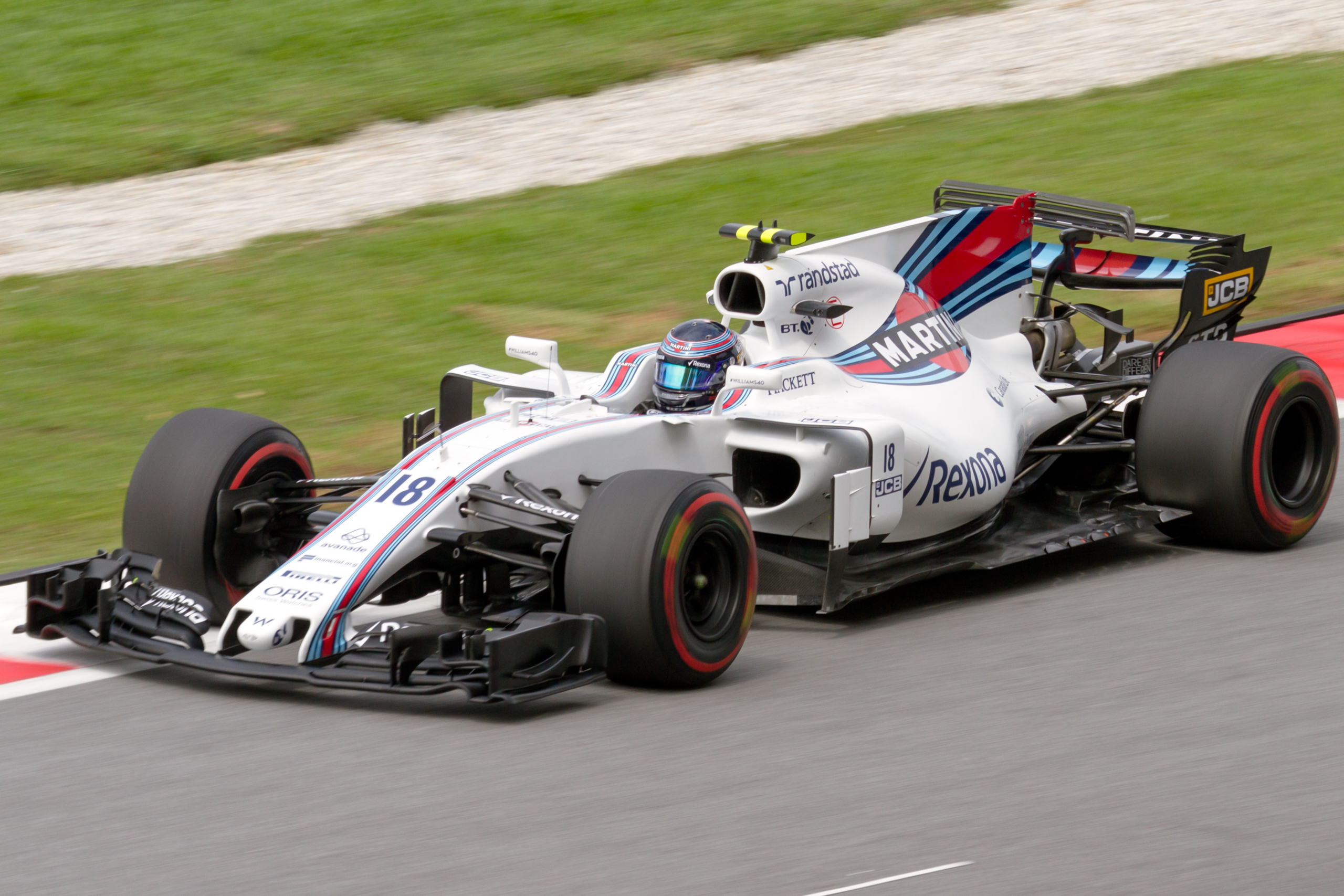
ウィリアムズ・FW40をドライブするストロール（2017年マレーシアGP）

2016年11月3日、この年限りでF1引退を表明していたフェリペ・マッサの後任として2017年よりウィリアムズより参戦することが発表された。1997年に同チームでチャンピオンを獲得したジャック・ヴィルヌーヴ以来、11年ぶりのカナダ人F1ドライバーとなる。カーナンバーは「18」を選択した。また2017年に参戦するドライバー、さらにウィリアムズチームのドライバーとしても史上最年少での参戦となる。2017年1月16日、チームメイトとなる予定であったバルテリ・ボッタスが、前年王者ニコ・ロズベルグの電撃引退に伴う後任としてメルセデスへ移籍したことから、マッサが引退を撤回してチームメイトとなった。ランスの父親は日本円にして約82億円の資金をウィリアムズに提供し、ペイドライバーとしての持ち込み史上最高額を更新。シーズン中、ヴィルヌーヴはストロールの力量を酷評したが、チームはヴィルヌーヴのチーム内への出入りを禁じることでストロールの立場を擁護している。
初参戦の開幕戦オーストラリアGPの予選は19位であったが、これはフェラーリ・ドライバー・アカデミーに在籍していたメンバーの中では最も低い順位を記録。第2戦中国GPでは予選Q3入りを果たし10位からスタートするが、決勝は1周目にセルジオ・ペレスの接触を受けリタイア。第3戦バーレーンGPでもカルロス・サインツJr.に追突されてリタイアを喫し、序盤の3戦をリタイアで終える苦しいスタートとなった。この接触でペナルティを科されたサインツは、「相手がもう少し経験者だったならこっちの姿が見えたはずだし、コーナーでスペースを開けてくれただろう」とストロールの経験不足を指摘している。
チームメイトのマッサと比べて見劣りする場面が目立つが、母国でもある第7戦カナダGPでは9位に入り初入賞を果たし、1996年のヴィルヌーヴ以来21年ぶりとなるカナダGPでの母国ドライバーの入賞となった。つづく第8戦アゼルバイジャンGPでは大波乱のレースをかいくぐり終盤まで2位を走行。フィニッシュまであと100mほどでボッタスにかわされたが3位に入り初表彰台を獲得。2001年ドイツGPのヴィルヌーヴ以来16年ぶりとなるカナダ人ドライバーの表彰台となった。これにより「ルーキーイヤー初表彰台最年少記録」を更新した。イタリアGPではレッドブル勢の降格もあり、フロントローからのスタートで7位入賞と、時々才能を見せている。最終的にチームメイトのマッサから3ポイント少ないだけの40ポイントを獲得しランキング12位。ルーキーとしてはまずまずの成績でシーズンを終えた。なお彼がアゼルバイジャンGPで獲得した3位表彰台は、この年のトップ3チーム（メルセデス、フェラーリ、レッドブル）以外のチームのドライバーが獲得した唯一の表彰台であった。
ウィリアムズが苦手としている市街地コース、低速コース、雨のどれかが絡んだレースで結果を残すことが多かった。

### 2018年
F1開幕前の1月にデイトナ24時間レースに参戦。チームはジャッキー・チェン・DCレーシング×Jotaスポーツで、マシンはLMP2クラスのオレカ07・ギブソン。デイトナは2016年以来2年ぶりの参戦となった。レース本番は一時4位にまで浮上するものの、トラブル続きで最終的に15位完走という結果となった。
F1ではチームメイトはマッサが引退しセルゲイ・シロトキンが加入。開幕からマシン開発の失敗もあり苦戦が続き、アゼルバイジャンGPでようやく8位入賞、イタリアGPでシロトキンを従え9位入賞したが、結果的にこの2戦のみの入賞で終わった。ただ、シロトキンがルーキーということもあり苦戦し、特筆する結果も残せなかったのに対し、前述の入賞とイタリアGPで予選Q3進出を達成しており、一応結果を残した。
そんな中、破産したフォース・インディアをチームごと買収した（→レーシング・ポイント）父の関係で、来期は同チームの正ドライバーとして移籍する事が早くも噂されるようになり、同チーム側もシーズン閉幕直後のアブダビテストで2人目のドライバーを明らかにする旨のコメントをしている。そのアブダビテストの初日午後にレーシング・ポイントのドライバーとして参加し、正式に起用が発表された。

### 2019年
前年のアブダビテストでレーシング・ポイントと契約したことが発表され、同チームからF1に参戦する。チームメイトはセルジオ・ペレス。
開幕戦を9位入賞でスタートしたが、チームも認めたようにマシンの戦闘力に悩み苦戦。ペレスに後れを取ることが目立っており、特に第10戦まで予選Q1落ちが続くほどであった。一方で、予選成績が悪いなかでも時折入賞しており、特に第11戦ドイツGPでは、予選Q2の15位敗退ながらも終盤のピット戦略がはまり、他のマシンのピットインの影響で1周未満ではあるが一時的なトップ走行を果たし、最終的に4位入賞を果たした。

### 2020年
レーシング・ポイント2年目。チーム運営に関して2021年から大きな変化があることが発表されていたものの、ドライバー関連の変更はなかった。
今季のマシンであるRP20は様々な疑惑（詳細はマシンの項目を参照）が持たれながらも高い戦闘力を持つマシンに仕上がり、開幕戦オーストリアGPこそPUトラブルでリタイアするものの、第2戦から7戦連続で入賞。特に第8戦イタリアGPでは、セーフティーカー（SC）出動時に起きたピットレーン一時封鎖の影響もあり、結果的にステイアウトを決断。SC明けにシャルル・ルクレールの大クラッシュで赤旗中断。この際、タイヤ交換していなかったが、中断中にピットストップ無しにタイヤ交換することに成功。ペナルティ消化があるハミルトンの次、2番手で再スタート。優勝が狙える位置だったが再スタートで失敗し後退するが3位でチェッカーを受け、自身2度目となる表彰台を獲得した。だが、第9戦から第13戦までの間、体調不良により欠場することとなった第11戦を除き、リタイアも含め連続ノーポイントで終わった。だが、第14戦トルコGPでは予選が雨となり大混乱が起こる中、波乱に乗じて自身初のポールポジションを獲得。決勝では戦略の失敗も響き9位に終わった。その後、第16戦サヒールGPでも3位表彰台を獲得し、自身初の同一シーズン複数回表彰台となった。最終的な成績は、3位表彰台2回も含め、入賞10回を記録。ドライバーズランキングは11位となった。

### 2021年
レーシング・ポイントからチーム名を改称したアストンマーティンから参戦。チームメイトは4度のワールドチャンピオンセバスチャン・ベッテル。
2021年レギュレーションへの対応が遅れたことで、マシン(AMR21)にそこまで高い戦闘力はなかったものの、開幕戦バーレーンGPではQ3に進出し、決勝でも10位入賞を果たす。第2戦エミリアロマーニャGPでもQ3に進出、決勝では赤旗にも助けられて7位入賞を果たした。第5戦モナコGPではQ3進出こそ叶わなかったものの、上位勢二人のリタイアもあって8位入賞を果たした。第6戦アゼルバイジャンGPでは予選、決勝共にクラッシュを喫した。第7戦シュタイアーマルクGPでは4戦ぶりにQ3に進出し、8位入賞を果たし、レッドブルリンクでの2連戦となったオーストリアGPにおいてもQ3進出したものの、戦略ミスが響き13位となった。
イギリスGPでは14番手スタートだったものの、赤旗での再スタートにも助けられ8位入賞。第14戦イタリアGPでは3戦ぶりに入賞、次戦ロシアGPでは予選8番手を獲得したものの、決勝では天候を読みきれず12位。その後4戦連続で入賞を逃したものの、続くカタールGPでは今シーズン最高位となる6位を記録したが、その後ポイントを獲得できず、最終的な成績は34ポイントでランキング13位となった。

## エピソード
- 父親のローレンス・ストロールはトミー・ヒルフィガー、マイケル・コースなど複数の大手ファッションブランドの大株主として知られる[5]。2020年には自動車メーカーのアストンマーティンに資本参加して大株主となり[28]、レーシング・ポイントがチーム名を変更した理由ともなっている。

- F1では新人ドライバーが慣れないサーキットへの習熟に苦しむことが多い中、父親からの資金援助を背景に、2016年から2017年にかけて、事前テストが困難な市街地コースを除くほぼ全てのF1開催サーキットで事前テストを行った[29]。国際自動車連盟(FIA)のテスト規制ルールに抵触しないよう、フォーミュラ1カーは2年落ちである2014年に使用されたウィリアムズ・FW36を用いたが、ウィリアムズからはメカニック20人・エンジニア5人からなるテストチームが派遣され、メルセデスもこのテスト用にパワーユニット2台を供給している[5]。新人ドライバーがこの種のテストを参戦前にここまで大規模に行うのは、レギュレーション変更[注釈 1]以後は極めて異例の待遇である。日本も例外ではなく、鈴鹿サーキットでも日本GP直前の2017年9月にサーキット貸切でのプライベートテストを実施した[32]。実際この事前テストの結果をレース用のマシン（ウィリアムズ・FW40）にフィードバックすることも少なくなかったという[29]。

- ストロールがフェラーリ・ドライバー・アカデミー (FDA) を離れた際、FDAの責任者だったルカ・バルディッセリも一緒に辞めて、個人アドバイザーとしてストロールの面倒を見ている[33]。またF1デビュー当初から個人専属の広報担当をつけているのも異例で、元ウィリアムズ・アロウズ・ザウバーの広報として30年以上F1の世界で活動し、F1パドック殿堂入りするほどの大御所であるアン・ブラッドショーを招聘できるほどの「特別待遇」で迎えられている[5][34]。

- 2021年モナコグランプリのTV放送で、ピエール・ガスリーとセバスチャン・ベッテルによる、白熱のサイドバイサイドの決着が見えそうな次の瞬間、ストロールのカットインが入ってリプレイ映像に切り替わった。実況は「What's happen!?」と叫んだが、ストロールがシケインを少しショートカットしただけのリプレイで、映像が戻るとバトルは終わっていた。抜きどころが極めて少ない同レースにおいて貴重なホイール・トゥ・ホイールの争いのシーンが、不可解な放映によって奪われた海外ファンたちの怒りは大きく、FOMがモナコはF1で唯一地元会社が映像制作しているため起きたミスだと弁明する事態となった[35][36]。

- 2022年アメリカグランプリの決勝で、ストロールがストレートですぐ後方に位置していたフェルナンド・アロンソと接触するアクシデントが発生。アロンソは翌年からチームメイトとなる事が決まっており、ストロールは「彼と接触して残念だが、彼のためのスペースは残しておいた」とコメントしたが[37]、FIAから次戦で3グリッド降格ペナルティを課された。この処分の甘さに対し元F1チャンピオンのジャック・ヴィルヌーヴは「ストロールの直線での進路変更はミスではなく意識してそうしている行為。最も危険で、目にしたくない行為だ。致命的なことになるかもしれない。だからこれは本当に容認できることではない。出場停止処分にすべきだった。」と痛烈に批判し、元インディカーチャンピオンのダリオ・フランキッティも「このようなストレートでの遅いタイミングでの方向転換は、誰かを殺すことになる。FIAへ、こうした行為についてきっちり整理する時が来ている。ジュニアフォーミュラにも悪い影響が出ている。」と自身のSNSに投稿、FIAに対して警告を発する事態となった[38]。

## レース戦績

### 略歴
| 年   | シリーズ                                 | チーム                                                               | レース | 勝利 | PP | FL | 表彰台 | ポイント | 順位  |
| ---- | ---------------------------------------- | -------------------------------------------------------------------- | ------ | ---- | -- | -- | ------ | -------- | ----- |
| 2014 | フロリダ・ウィンター・シリーズ（英語版） | フェラーリ・ドライバー・アカデミー                                   | 12     | 0    | 1  | 0  | 2      | N/A      | N/A   |
| 2014 | イタリア・F4選手権（英語版）             | プレマ・パワーチーム                                                 | 18     | 7    | 5  | 11 | 13     | 331      | 1位   |
| 2015 | FIA フォーミュラ3・ヨーロピアン選手権    | プレマ・パワーチーム                                                 | 32     | 1    | 0  | 0  | 6      | 231      | 5位   |
| 2015 | マカオグランプリ                         | プレマ・パワーチーム                                                 | 1      | 0    | 0  | 0  | 0      | N/A      | 8位   |
| 2015 | トヨタ・レーシング・シリーズ（英語版）   | M2・コンペティション（英語版）                                       | 16     | 4    | 0  | 1  | 10     | 906      | 1位   |
| 2016 | FIA フォーミュラ3・ヨーロピアン選手権    | プレマ・パワーチーム                                                 | 30     | 14   | 14 | 13 | 20     | 507      | 1位   |
| 2016 | IMSA・スポーツカー選手権                 | フォード・チップ・ガナッシ・レーシング                               | 1      | 0    | 0  | 0  | 0      | 27       | 27位  |
| 2017 | フォーミュラ1                            | ウィリアムズ・マルティーニ・レーシング                               | 20     | 0    | 0  | 0  | 1      | 40       | 12位  |
| 2018 | フォーミュラ1                            | ウィリアムズ・マルティーニ・レーシング                               | 21     | 0    | 0  | 0  | 0      | 6        | 18位  |
| 2018 | IMSA・スポーツカー選手権                 | ジャッキー・チェン・DCR・Jota（英語版）                              | 1      | 0    | 0  | 0  | 0      | 20       | 55位  |
| 2019 | フォーミュラ1                            | スポーツペサ・レーシング・ポイントF1チーム                           | 21     | 0    | 0  | 0  | 0      | 21       | 15位  |
| 2020 | フォーミュラ1                            | BWT・レーシング・ポイントF1チーム                                    | 17     | 0    | 1  | 0  | 2      | 75       | 11位  |
| 2021 | フォーミュラ1                            | アストンマーティン・コグニザント・フォーミュラワン・チーム           | 22     | 0    | 0  | 0  | 0      | 34       | 13位  |
| 2022 | フォーミュラ1                            | アストンマーティン・アラムコ・コグニザント・フォーミュラワン・チーム | 22     | 0    | 0  | 0  | 0      | 18       | 15位  |
| 2023 | フォーミュラ1                            | アストンマーティン・アラムコ・コグニザント・フォーミュラワン・チーム | 22     | 0    | 0  | 0  | 0      | 74       | 10位  |
| 2024 | フォーミュラ1                            | アストンマーティン・アラムコ・フォーミュラワン・チーム               | 24     | 0    | 0  | 0  | 0      | 24       | 13位  |
| 2025 | フォーミュラ1                            | アストンマーティン・アラムコ・フォーミュラワン・チーム               | 14     | 0    | 0  | 0  | 0      | 26*      | 12位* |

- * : 現状の今シーズン順位。

### オープン・ホイール・レーシング

#### イタリア・F4選手権
| 年                | エントラント         | 1     | 2     | 3       | 4     | 5     | 6       | 7       | 8       | 9       | 10    | 11        | 12      | 13      | 14      | 15      | 16      | 17      | 18        | 19       | 20       | 21       | DC  | ポイント |
| ----------------- | -------------------- | ----- | ----- | ------- | ----- | ----- | ------- | ------- | ------- | ------- | ----- | --------- | ------- | ------- | ------- | ------- | ------- | ------- | --------- | -------- | -------- | -------- | --- | -------- |
| 2014年 （英語版） | プレマ・パワーチーム | ADR 1 | ADR 2 | ADR 3 7 | IMO 1 | IMO 2 | IMO 3 1 | MUG 1 2 | MUG 2 1 | MUG 3 6 | MAG 1 | MAG 2 Ret | MAG 3 2 | VLL 1 2 | VLL 2 1 | VLL 3 1 | MNZ 1 4 | MNZ 2 3 | MNZ 3 Ret | IMO 1 WD | IMO 2 WD | IMO 3 WD | 1位 | 331      |

- 太字はポールポジション、斜字はファステストラップ。(key)

#### トヨタ・レーシング・シリーズ
| 年                | チーム                          | 1     | 2       | 3       | 4     | 5       | 6     | 7         | 8       | 9       | 10      | 11      | 12      | 13       | 14      | 15      | 16      | DC  | ポイント |
| ----------------- | ------------------------------- | ----- | ------- | ------- | ----- | ------- | ----- | --------- | ------- | ------- | ------- | ------- | ------- | -------- | ------- | ------- | ------- | --- | -------- |
| 2015年 （英語版） | M2・コンペティション （英語版） | RUA 1 | RUA 2 4 | RUA 3 1 | TER 1 | TER 2 3 | TER 3 | HMP 1 Ret | HMP 2 5 | HMP 3 2 | TAU 1 3 | TAU 2 4 | TAU 3 2 | TAU 4 11 | MAN 1 6 | MAN 2 3 | MAN 3 1 | 1位 | 906      |

- 太字はポールポジション、斜字はファステストラップ。(key)

#### FIA フォーミュラ3・ヨーロピアン選手権
| 年                | エントラント         | エンジン   | 1       | 2         | 3         | 4       | 5        | 6       | 7       | 8        | 9       | 10       | 11        | 12        | 13       | 14        | 15       | 16      | 17        | 18        | 19      | 20        | 21      | 22      | 23      | 24      | 25      | 26      | 27      | 28      | 29      | 30      | 31    | 32      | 33        | DC  | ポイント |
| ----------------- | -------------------- | ---------- | ------- | --------- | --------- | ------- | -------- | ------- | ------- | -------- | ------- | -------- | --------- | --------- | -------- | --------- | -------- | ------- | --------- | --------- | ------- | --------- | ------- | ------- | ------- | ------- | ------- | ------- | ------- | ------- | ------- | ------- | ----- | ------- | --------- | --- | -------- |
| 2015年 （英語版） | プレマ・パワーチーム | メルセデス | SIL 1 6 | SIL 2 4   | SIL 3 Ret | HOC 1 6 | HOC 2 14 | HOC 3 6 | PAU 1 9 | PAU 2 10 | PAU 3 4 | MNZ 1 11 | MNZ 2 Ret | MNZ 3 DSQ | SPA 1 31 | SPA 2 Ret | SPA 3 EX | NOR 1 8 | NOR 2 4   | NOR 3 26  | ZAN 1 4 | ZAN 2 Ret | ZAN 3 5 | RBR 1 4 | RBR 2 3 | RBR 3 5 | ALG 1 4 | ALG 2 3 | ALG 3   | NÜR 1 9 | NÜR 2 3 | NÜR 3 2 | HOC 1 | HOC 2 6 | HOC 3 Ret | 5位 | 231      |
| 2016年 （英語版） | プレマ・パワーチーム | メルセデス | LEC 1   | LEC 2 Ret | LEC 3 5   | HUN 1 4 | HUN 2 8  | HUN 3   | PAU 1 9 | PAU 2 4  | PAU 3 2 | RBR 1 2  | RBR 2 1   | RBR 3 1   | NOR 1    | NOR 2     | NOR 3 1  | ZAN 1   | ZAN 2 Ret | ZAN 3 Ret | SPA 1   | SPA 2 Ret | SPA 3 4 | NÜR 1   | NÜR 2 1 | NÜR 3 2 | IMO 1 2 | IMO 2 1 | IMO 3 1 | HOC 1   | HOC 2 1 | HOC 3 1 |       |         |           | 1位 | 507      |

- 太字はポールポジション、斜字はファステストラップ。(key)

#### マカオグランプリ
| 年                | チーム               | 車両                     | 予選 | 予選 レース | 決勝 レース |
| ----------------- | -------------------- | ------------------------ | ---- | ----------- | ----------- |
| 2015年 （英語版） | プレマ・パワーチーム | ダラーラ・F312（英語版） | 10位 | 13位        | 8位         |

#### フォーミュラ1
| 年     | エントラント         | シャシー | エンジン                               | 1       | 2       | 3       | 4        | 5        | 6         | 7       | 8       | 9       | 10      | 11       | 12      | 13       | 14      | 15      | 16      | 17       | 18       | 19        | 20      | 21        | 22     | 23        | 24     | WDC   | ポイント |
| ------ | -------------------- | -------- | -------------------------------------- | ------- | ------- | ------- | -------- | -------- | --------- | ------- | ------- | ------- | ------- | -------- | ------- | -------- | ------- | ------- | ------- | -------- | -------- | --------- | ------- | --------- | ------ | --------- | ------ | ----- | -------- |
| 2017年 | ウィリアムズ         | FW40     | メルセデス M08 EQ Power+ 1.6 V6 t      | AUS Ret | CHN Ret | BHR Ret | RUS 11   | ESP 16   | MON 15†   | CAN 9   | AZE 3   | AUT 10  | GBR 16  | HUN 14   | BEL 11  | ITA 7    | SIN 8   | MAL 8   | JPN Ret | USA 11   | MEX 6    | BRA 16    | ABU 18  |           |        |           |        | 12位  | 40       |
| 2018年 | ウィリアムズ         | FW41     | メルセデス M09 EQ Power+ 1.6 V6 t      | AUS 14  | BHR 14  | CHN 14  | AZE 8    | ESP 11   | MON 17    | CAN Ret | FRA 17† | AUT 14  | GBR 12  | GER Ret  | HUN 17  | BEL 13   | ITA 9   | SIN 14  | RUS 15  | JPN 17   | USA 14   | MEX 12    | BRA 18  | ABU 13    |        |           |        | 18位  | 6        |
| 2019年 | レーシング・ポイント | RP19     | メルセデス M10 EQ Power+ 1.6 V6 t      | AUS 9   | BHR 14  | CHN 12  | AZE 9    | ESP Ret  | MON 16    | CAN 9   | FRA 13  | AUT 14  | GBR 13  | GER 4    | HUN 17  | BEL 10   | ITA 12  | SIN 13  | RUS 11  | JPN 9    | MEX 12   | USA 13    | BRA 19† | ABU Ret   |        |           |        | 15位  | 21       |
| 2020年 | レーシング・ポイント | RP20     | メルセデス M11 EQ Performance 1.6 V6 t | AUT Ret | STY 7   | HUN 4   | GBR 9    | 70A 6    | ESP 4     | BEL 9   | ITA 3   | TUS Ret | RUS Ret | EIF WD   | POR Ret | EMI 13   | TUR 9   | BHR Ret | SKH 3   | ABU 10   |          |           |         |           |        |           |        | 11位  | 75       |
| 2021年 | アストンマーティン   | AMR21    | メルセデス M12 E Performance 1.6 V6 t  | BHR 10  | EMI 8   | POR 14  | ESP 11   | MON 8    | AZE Ret   | FRA 10  | STY 8   | AUT 13  | GBR 814 | HUN Ret  | BEL 20  | NED 12   | ITA 710 | RUS 11  | TUR 9   | USA 12   | MXC 14   | SÃO Ret14 | QAT 6   | SAU 11    | ABU 13 |           |        | 13位  | 34       |
| 2022年 | アストンマーティン   | AMR22    | メルセデス M13 E Performance 1.6 V6 t  | BHR 12  | SAU 13  | AUS 12  | EMI 1015 | MIA 10   | ESP 15    | MON 14  | AZE 16† | CAN 10  | GBR 11  | AUT 13   | FRA 10  | HUN 11   | BEL 11  | NED 10  | ITA Ret | SIN 6    | JPN 12   | USA Ret   | MXC 15  | SÃO 1016  | ABU 8  |           |        | 15位  | 18       |
| 2023年 | アストンマーティン   | AMR23    | メルセデス M14 E Performance 1.6 V6 t  | BHR 6   | SAU Ret | AUS 4   | AZE 78   | MIA 12   | MON Ret   | ESP 6   | CAN 9   | AUT 94  | GBR 14  | HUN 10   | BEL 911 | NED 11   | ITA 16  | SIN WD  | JPN Ret | QAT 1115 | USA 7Ret | MXC 17†   | SÃO 512 | LVG 5     | ABU 10 |           |        | 10位  | 74       |
| 2024年 | アストンマーティン   | AMR24    | メルセデス M15 E Performance 1.6 V6 t  | BHR 10  | SAU Ret | AUS 6   | JPN 12   | CHN 1514 | MIA 17Ret | EMI 9   | MON 14  | CAN 7   | ESP 14  | AUT 1310 | GBR 7   | HUN 10   | BEL 11  | NED 13  | ITA 19  | AZE 19†  | SIN 14   | USA 1513  | MXC 11  | SÃO DNS19 | LVG 15 | QAT Ret13 | ABU 14 | 13位  | 24       |
| 2025年 | アストンマーティン   | AMR25    | メルセデス M16 E Performance 1.6 V6 t  | AUS 6   | CHN 9   | JPN 20  | BHR 17   | SAU 16   | MIA 165   | EMI 15  | MON 15  | ESP WD  | CAN 17  | AUT 14   | GBR 7   | BEL 1413 | HUN 7   | NED     | ITA     | AZE      | SIN      | USA       | MXC     | SÃO       | LVG    | QAT       | ABU    | 12位* | 26*      |

- 太字はポールポジション、斜字はファステストラップ。(key)
- † : リタイアだが、90%以上の距離を走行したため規定により完走扱い。
- 決勝順位右上の小数字はスプリント予選・スプリントレースでの順位。
- * : 現状の今シーズン順位。

### スポーツカー・レーシング

#### IMSA・スポーツカー選手権
| 年     | エントラント                             | クラス | シャシー                            | エンジン                              | 1      | 2   | 3   | 4   | 5   | 6   | 7   | 8   | 9   | 10  | ランク | ポイント |
| ------ | ---------------------------------------- | ------ | ----------------------------------- | ------------------------------------- | ------ | --- | --- | --- | --- | --- | --- | --- | --- | --- | ------ | -------- |
| 2016年 | フォード・チップ・ガナッシ・レーシング   | P      | フォード・エコブースト・ライリー DP | フォード・エコブースト 3.5 L V6 Turbo | DAY 5  | SEB | LBH | LGA | DET | WGL | MOS | ELK | COA | PET | 27位   | 27       |
| 2018年 | ジャッキー・チェン・DCR・Jota （英語版） | P      | オレカ・07                          | ギブソン GK428 4.2 L V8               | DAY 11 | SEB | LBH | MDO | DET | WGL | MOS | ELK | LGA | PET | 55位   | 20       |

- 太字はポールポジション、斜字はファステストラップ。(key)

#### デイトナ24時間レース
| 年                | チーム                                  | コ・ドライバー                                                             | 車両                       | クラス | 周回数 | 順位 | クラス 順位 |
| ----------------- | --------------------------------------- | -------------------------------------------------------------------------- | -------------------------- | ------ | ------ | ---- | ----------- |
| 2016年 （英語版） | フォード・チップ・ガナッシ・レーシング  | アレクサンダー・ヴルツ ブレンドン・ハートレイ アンディ・プリオール         | ライリー・Mk.XXVI-フォード | P      | 725    | 5位  | 5位         |
| 2018年 （英語版） | ジャッキー・チェン・DCR・Jota（英語版） | フェリックス・ローゼンクヴィスト ダニエル・ジュンカデラ ロビン・フラインス | オレカ・07-ギブソン        | P      | 777    | 15位 | 11位        |